# Douglas Anakin
Douglas Thomas Anakin (6 de noviembre de 1930-25 de abril de 2020) fue un deportista canadiense que compitió en bobsleigh. Participó en los Juegos Olímpicos de Innsbruck 1964, obteniendo una medalla de oro en la prueba cuádruple.

## Palmarés internacional
| Juegos Olímpicos | Juegos Olímpicos    | Juegos Olímpicos | Juegos Olímpicos |
| Año              | Lugar               | Medalla          | Prueba           |
| ---------------- | ------------------- | ---------------- | ---------------- |
| 1964             | Innsbruck (Austria) | Medalla de oro   | Cuádruple        |